# Sriracha

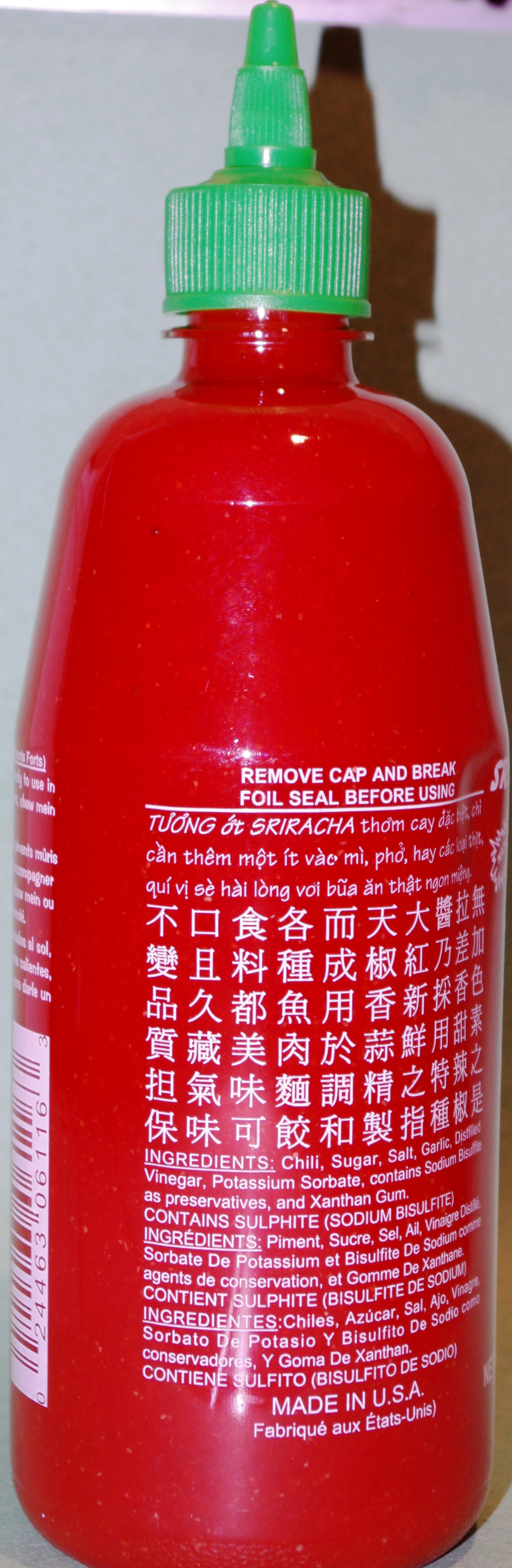
Một chai tương ớt của hãng Huy Fong

Tương ớt Sriracha là một loại tương ớt được cho là được đặt tên theo thành phố ven biển của Si Racha, 1 tỉnh miền trung Thái Lan, nơi mà nó lần đầu tiên được sản xuất với các món ăn phục vụ tại nhà hàng hải sản địa phương, tuy nhiên giả thuyết này chưa được chứng minh.
Đây là một loại tương với thành phần là ớt, giấm, chanh, tỏi, đường và muối 
Trong ẩm thực Thái Lan, Sriracha là thường xuyên được sử dụng như là một nước sốt nhúng, đặc biệt đối với hải sản. Trong ẩm thực Việt Nam, Sriracha xuất hiện như một thứ gia vị thường dùng để chấm cho chả giò, thịt bò viên, mực nướng, thịt gà chiên,  làm nước sốt và thường dùng cho phở Sài Gòn tại nước ngoài (thay cho tương ớt)  cùng với tương đen.
Hãng Huy Fong là công ty đầu tiên sản xuất tương ớt này tại Hoa Kỳ và làm tương rất phổ biến tại đây, được bán tại nhiều siêu thị Mỹ . Nó đã phát triển rất phổ biến hiện nay, đến nỗi có sách dạy nấu ăn với công thức nấu ăn sử dụng nó như là gia vị chính của họ và nhiều nhà hàng danh tiếng tại Mỹ trên 37 tiểu bang đã dùng Sriracha vào món ăn chính của họ . Tờ báo uy tín Bon appetit của Mỹ đã chọn tương ớt Sriracha (nhãn hiệu con gà của Huy Fong) là thành phẩm ẩm thực tốt nhất trong năm 2010.